# Casa Ramon Casas

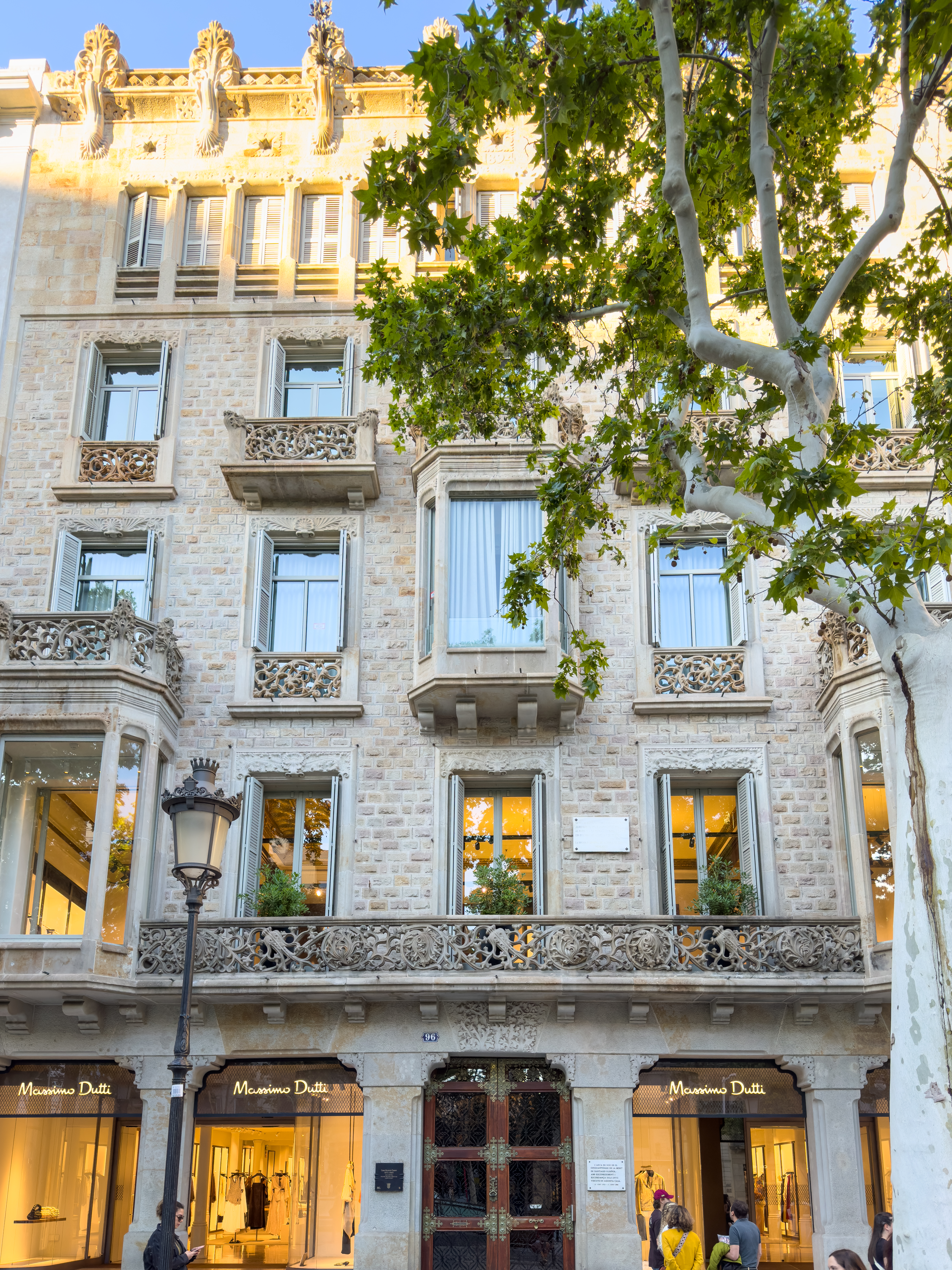
Fachada de la Casa Ramon Casas.

La casa Ramon Casas, llamada también Casa Casas-Carbó, es un edificio modernista situado en el número 96 del paseo de Gracia de Barcelona.
El pintor Ramón Casas, perteneciente a la alta burguesía catalana, encargó al arquitecto Antoni Rovira i Rabassa (1845-1919), la realización de este edificio donde se trasladó a vivir.
El proyecto es del año 1898 y la fachada la ejecutó en piedra labrada magníficamente, es de admirar los adornos de los balcones, especialmente el corrido de la primera planta, así como el remate de la fachada con una misma decoración repetida sobre una hilera de pequeñas ventanas correspondientes a la última planta del edificio.
La puerta de dos hojas es de madera y forja de una gran elegancia con adornos de metalistería dorada muy sobresalientes.
El piso principal donde tuvo su residencia Casas, estuvo ocupado por la empresa Vinçon, estando actualmente ocupado por una tienda emblemática de Massimo Dutti. Aún se puede ver parte de la decoración en cerámica y de la forja efectuada por Josep Orriols y los hermanos Flinch respectivamente.

## Galería

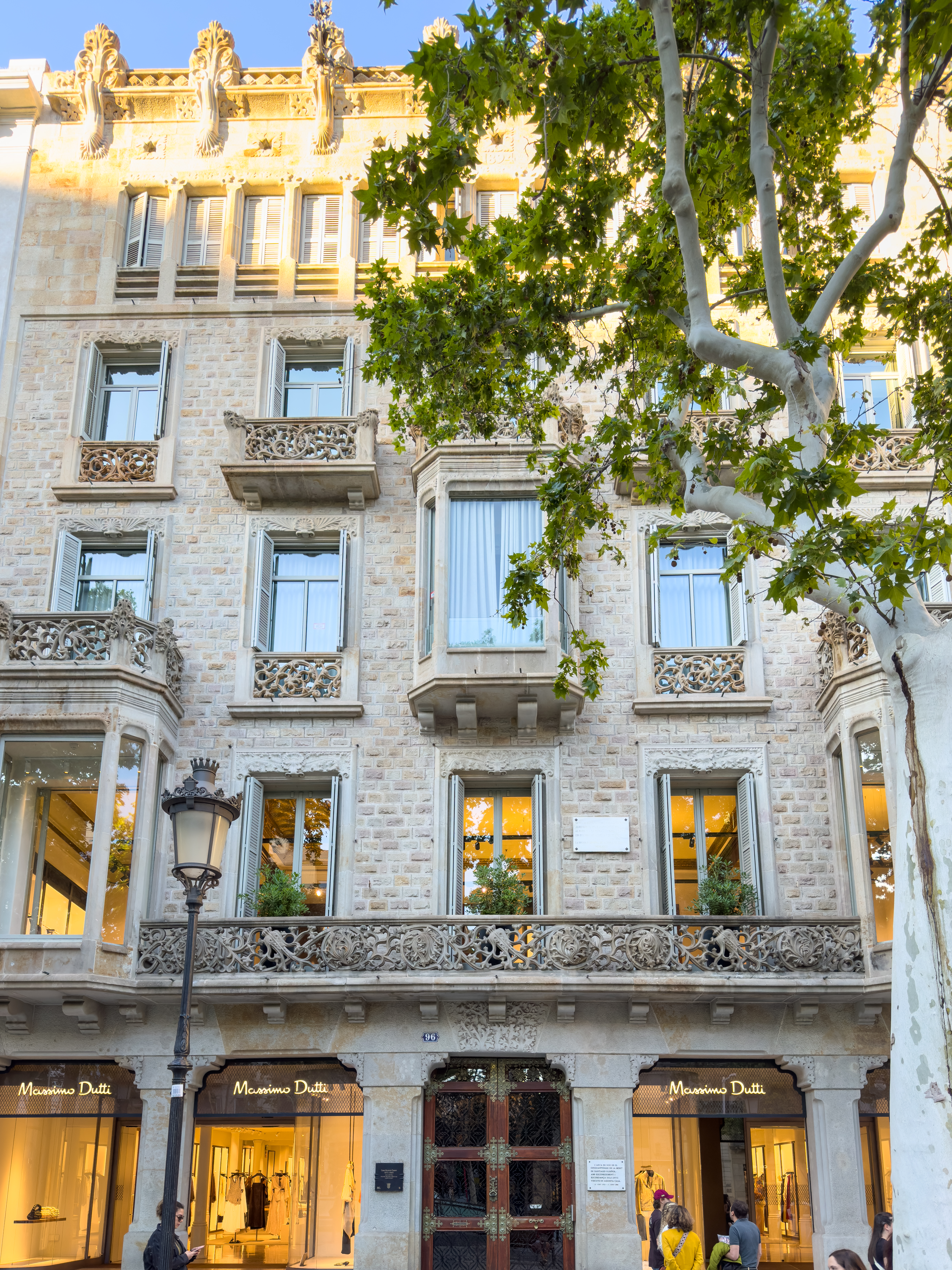
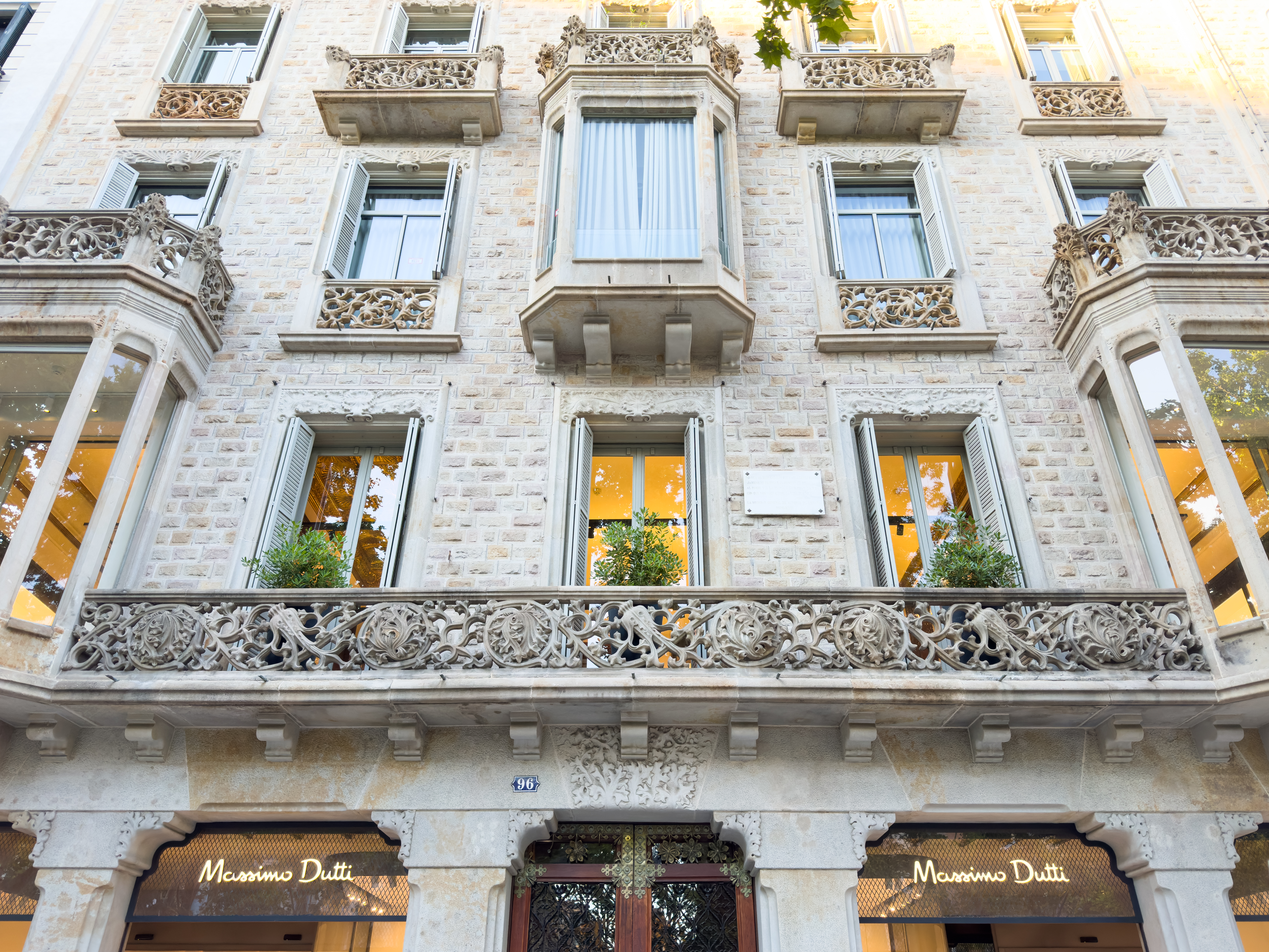
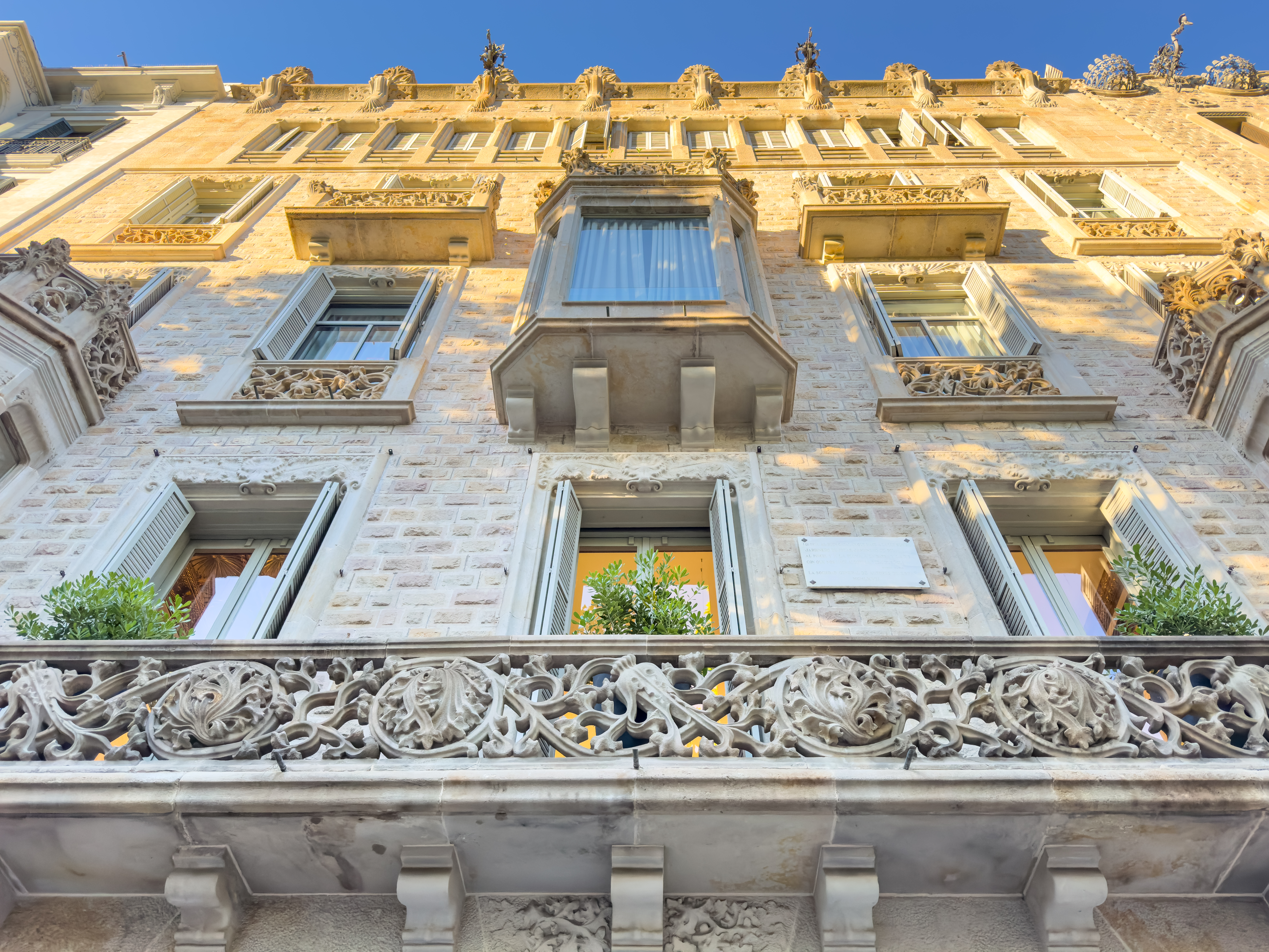
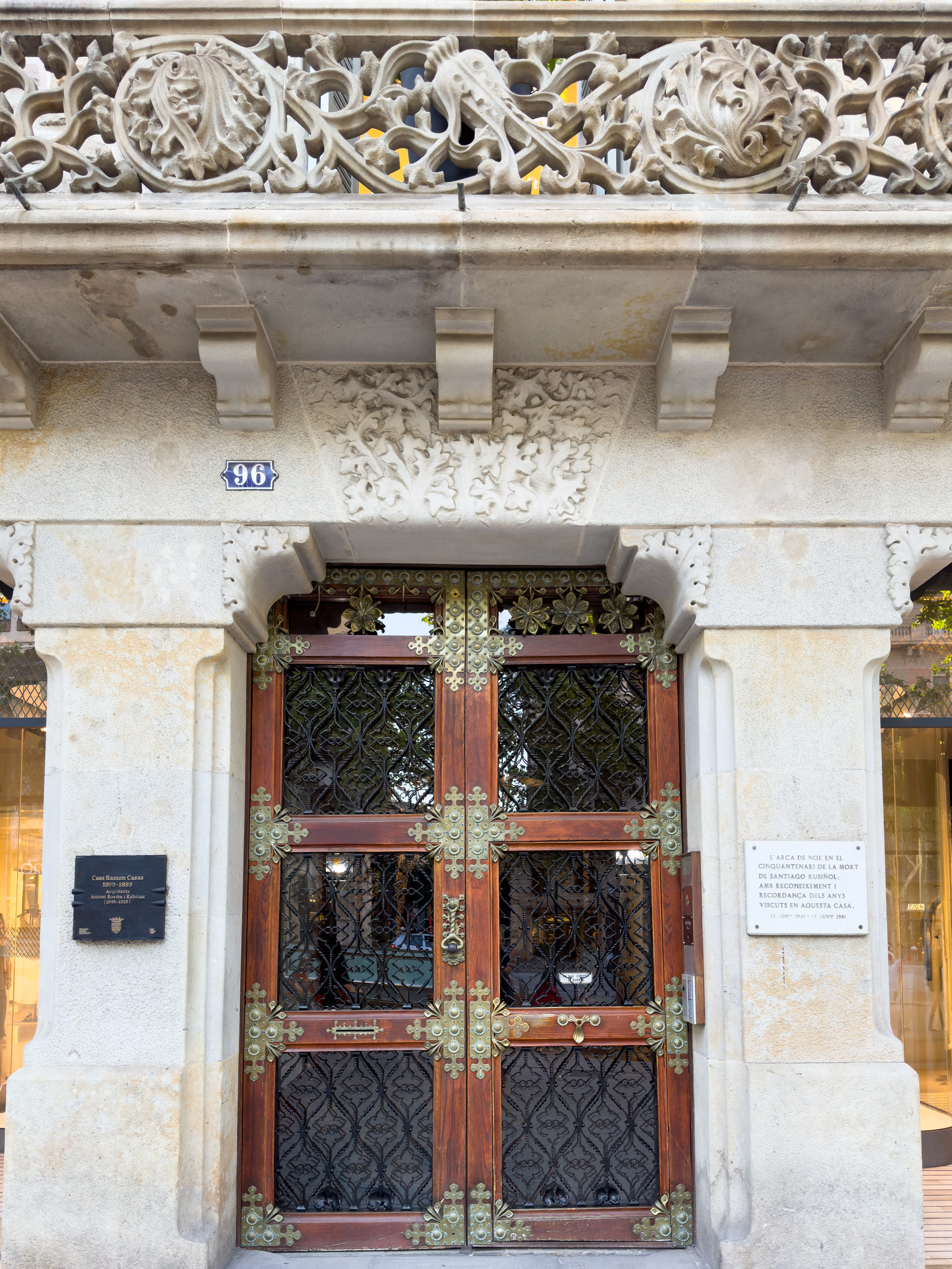
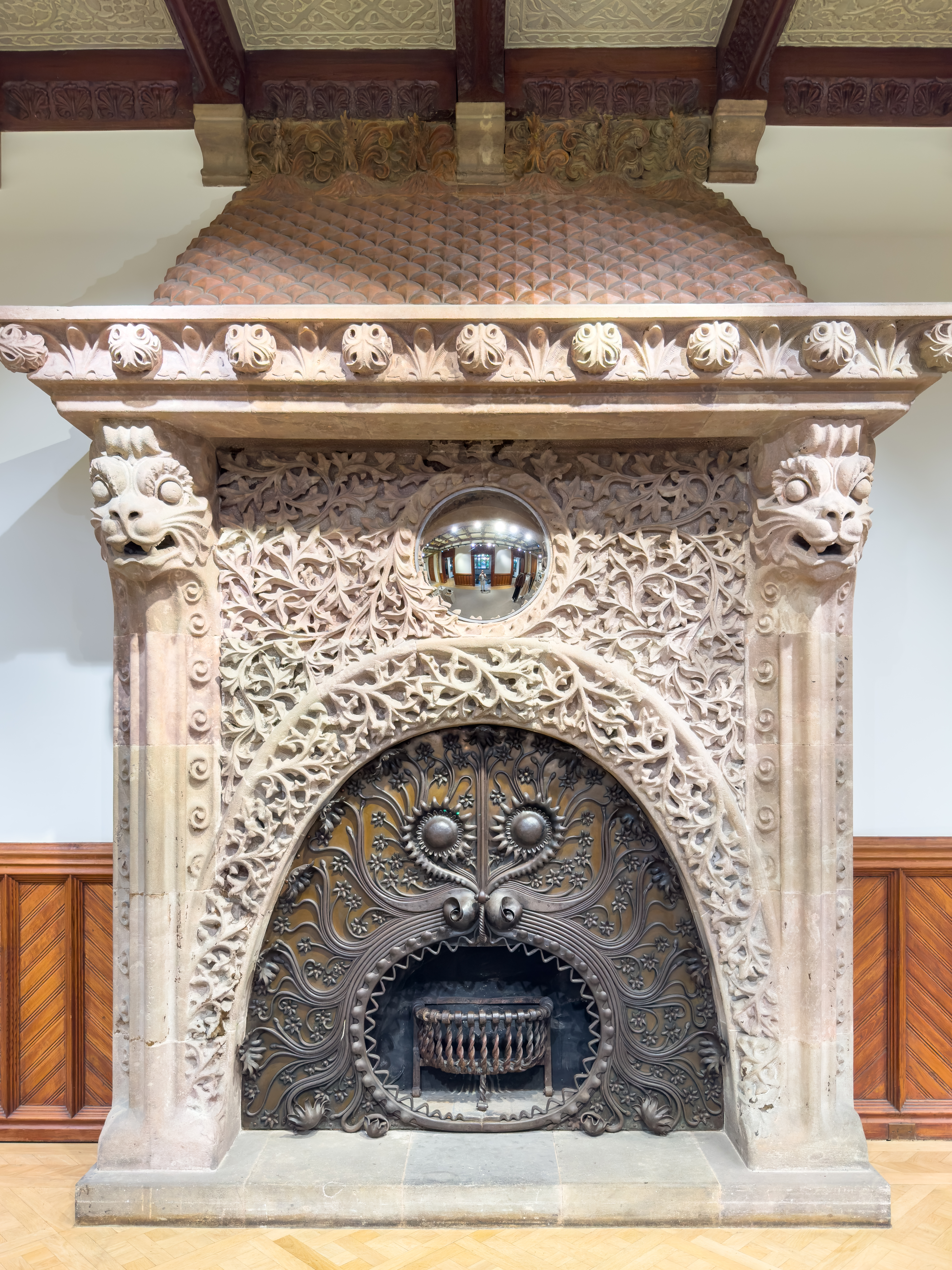
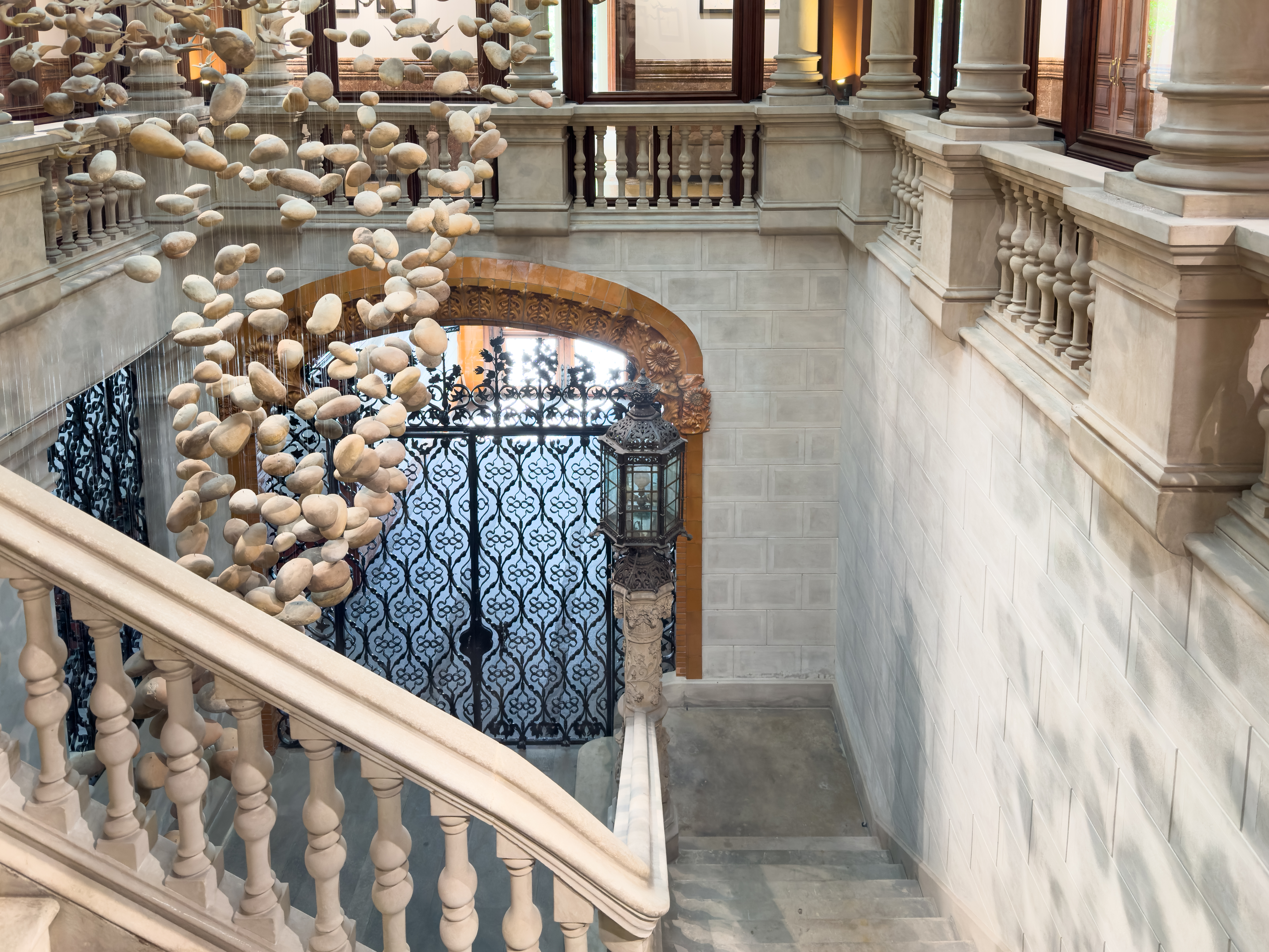
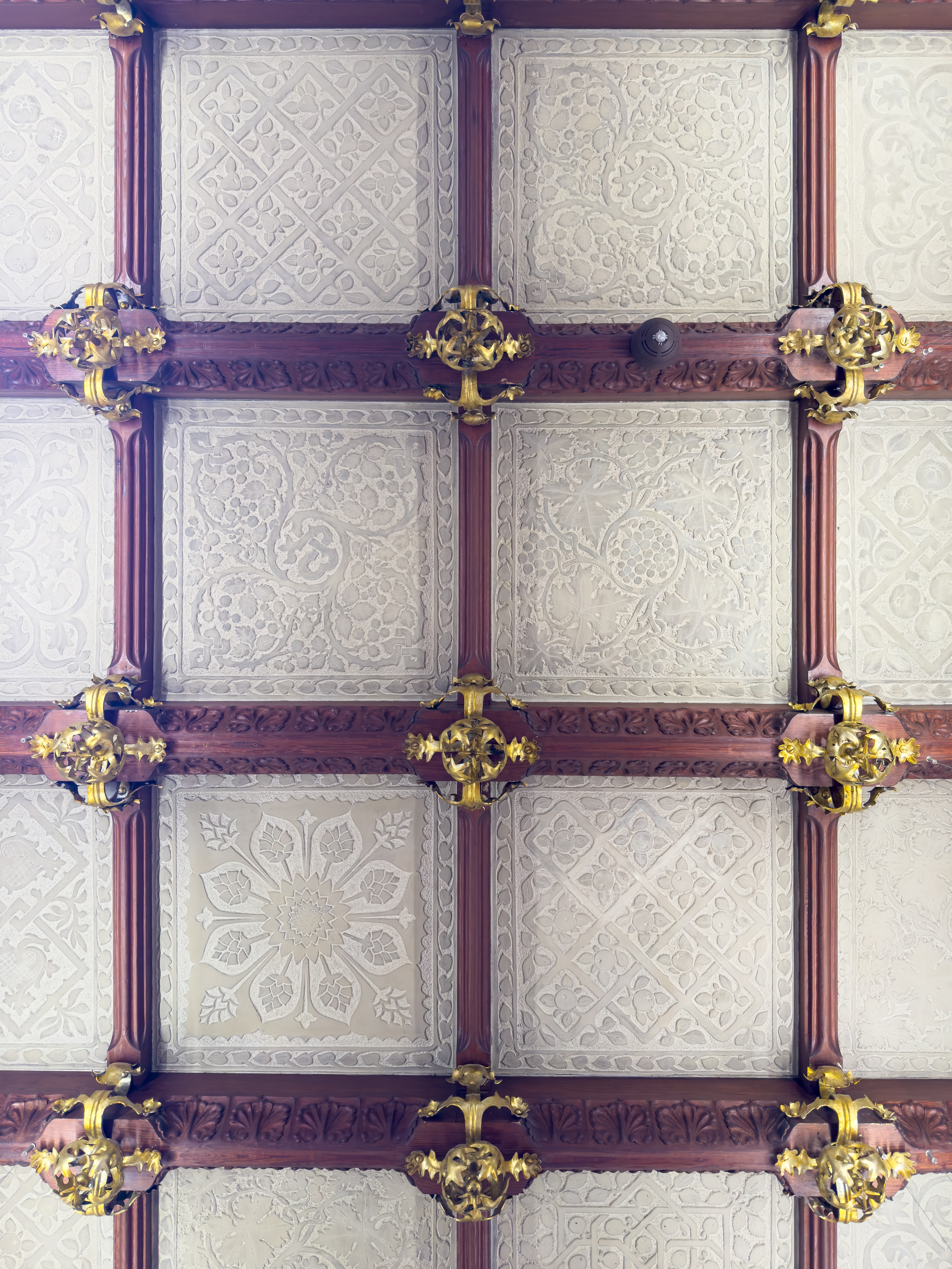
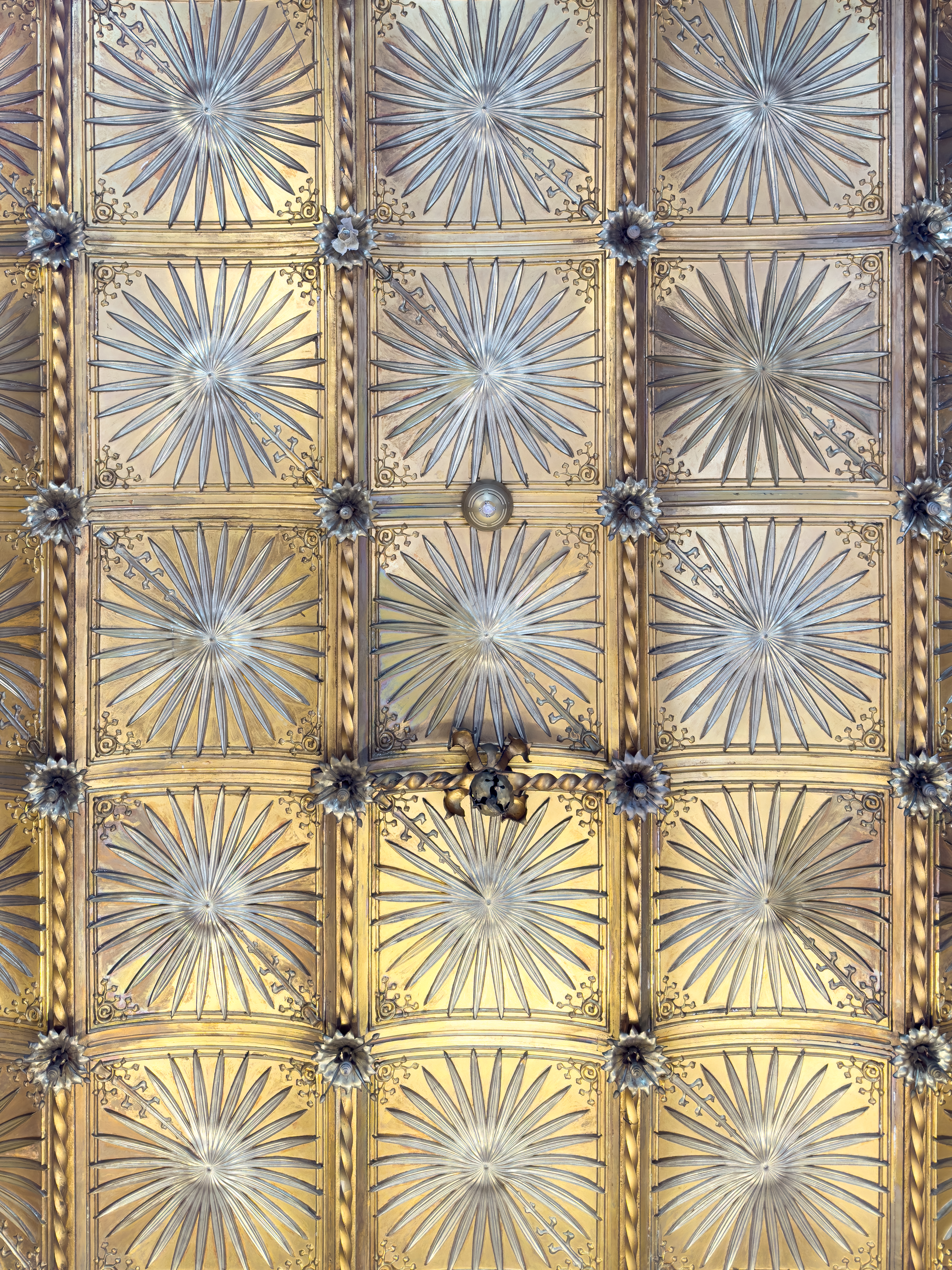
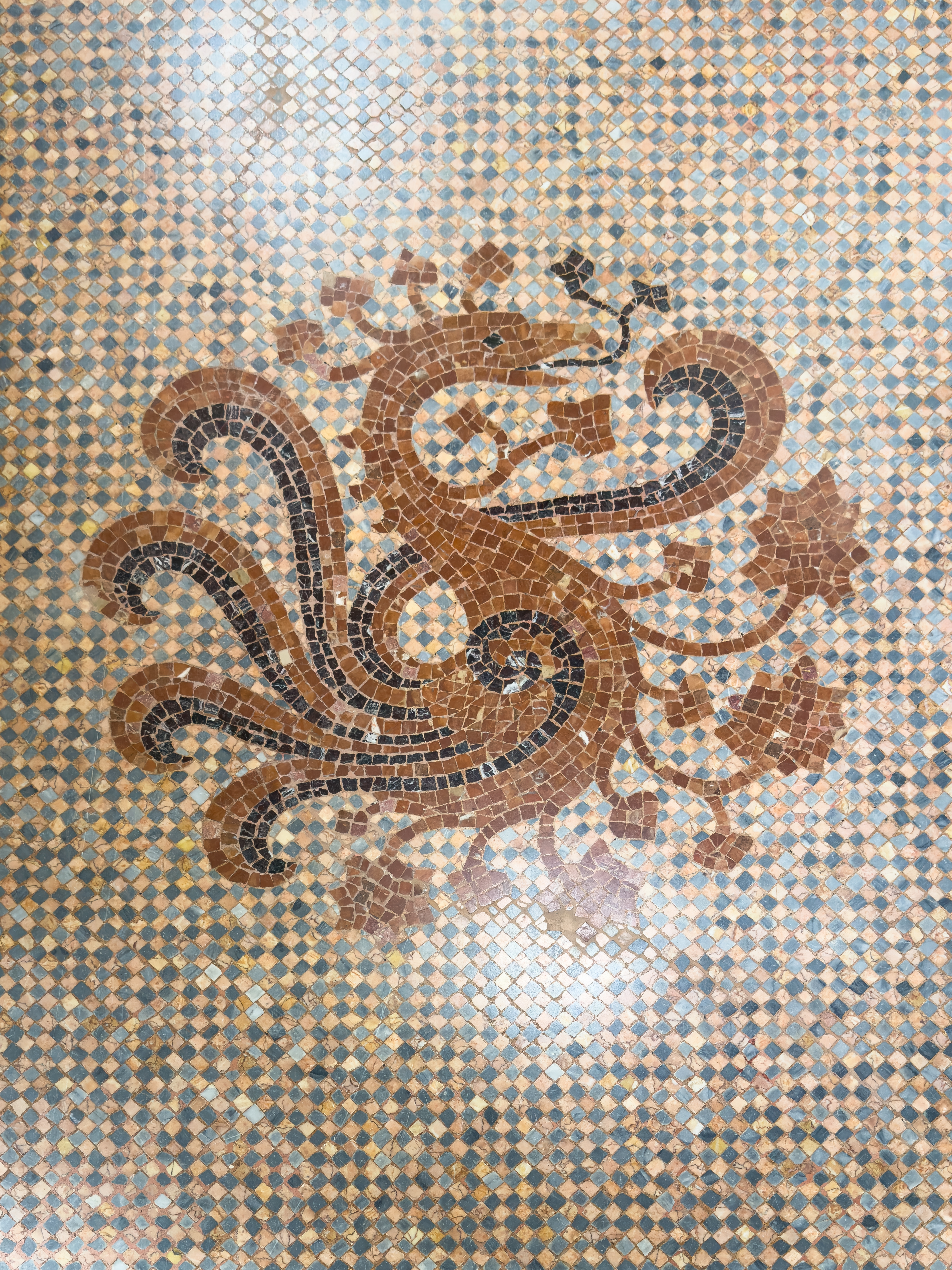
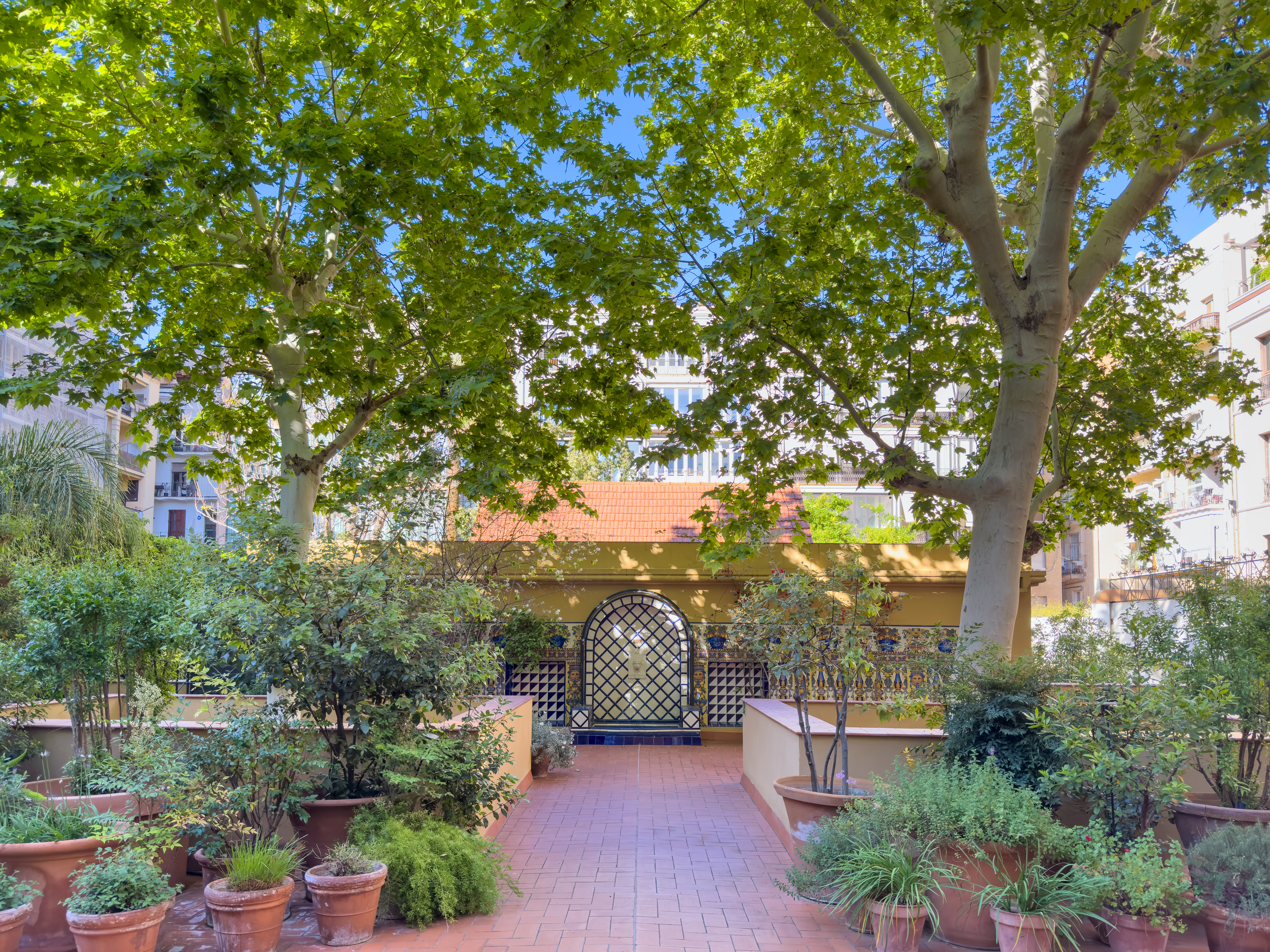
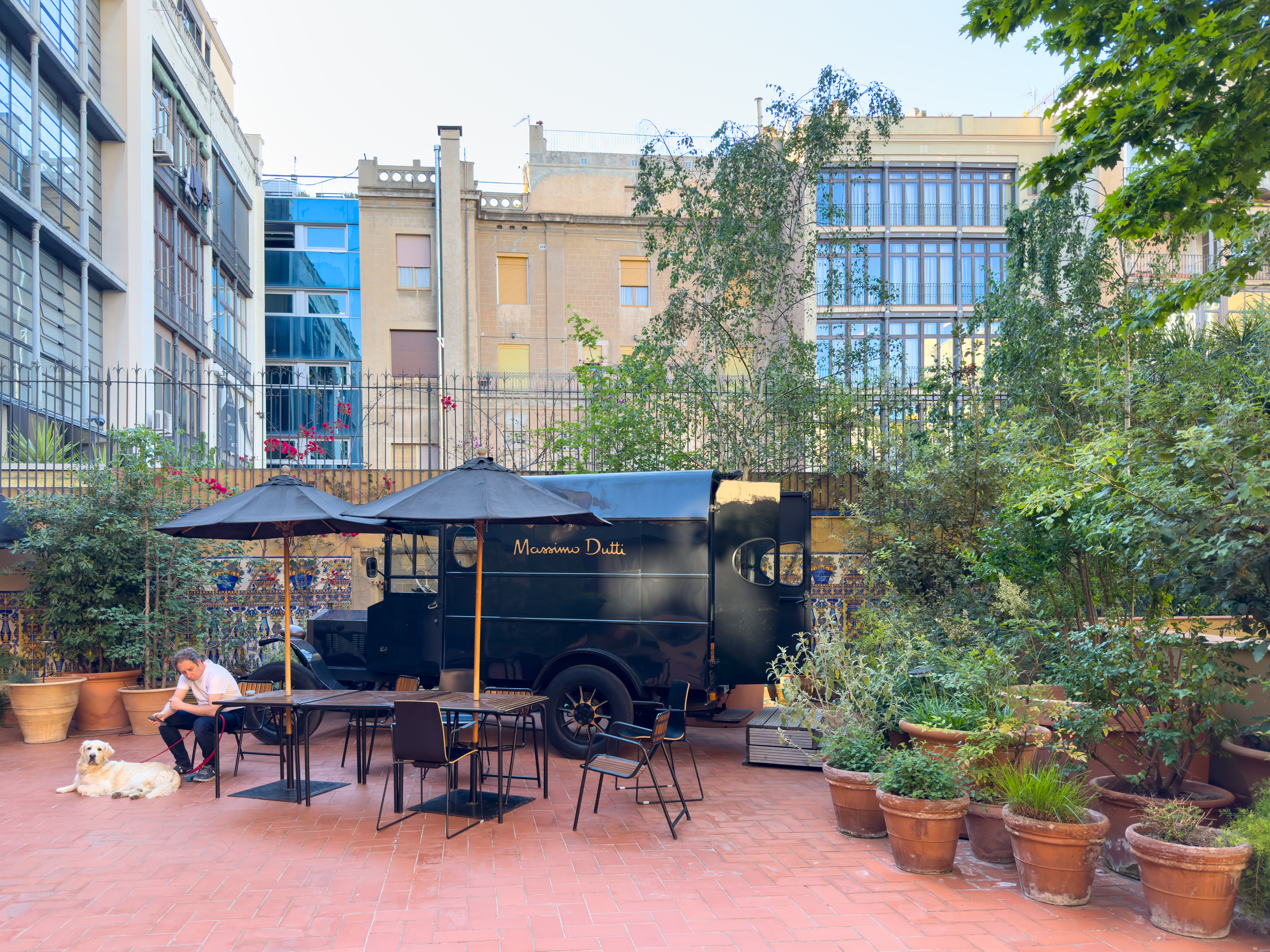